# Jeepney

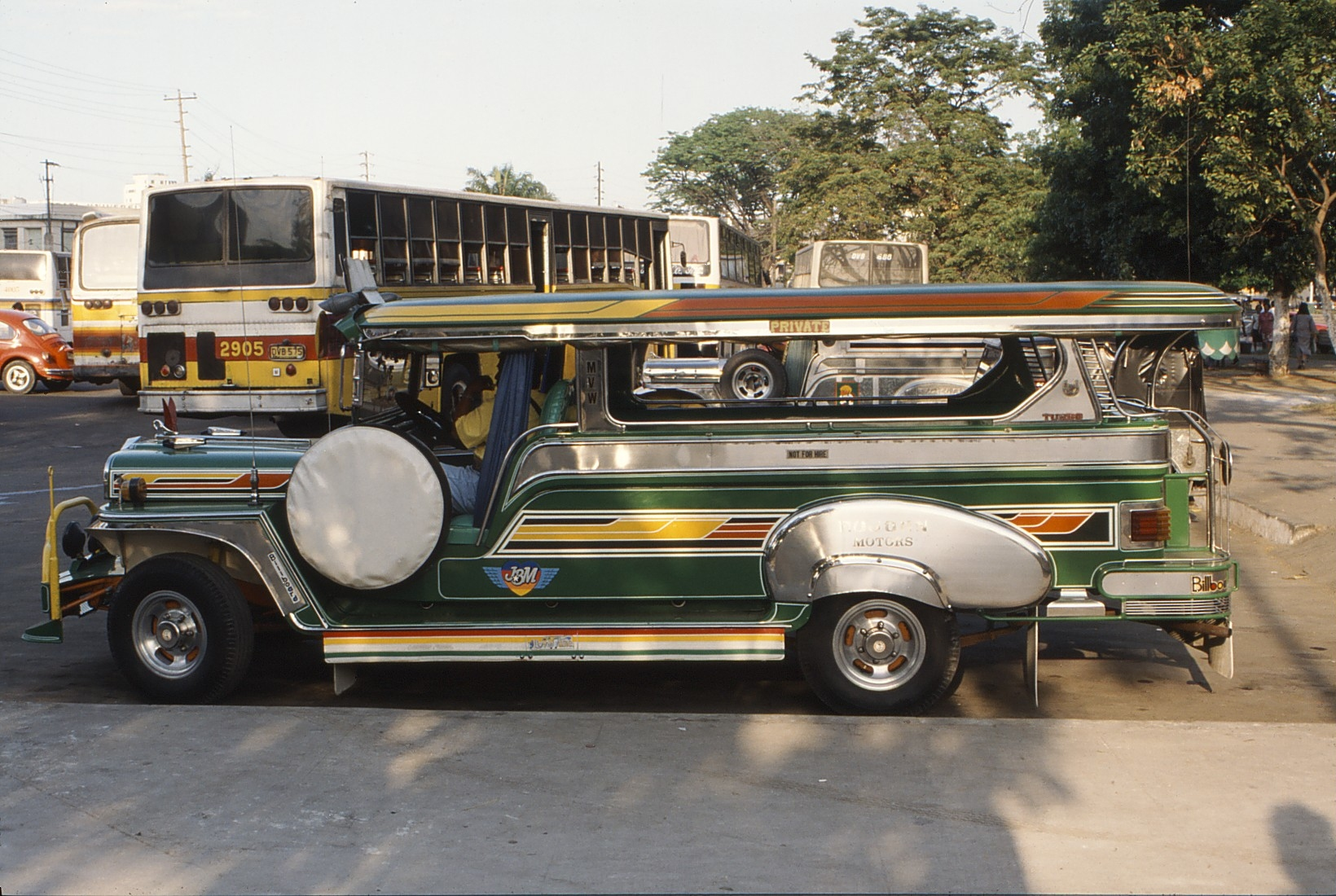
Jeepney v roce 1992

Jeepney je jeep přestavěný prodloužením a doplněním na prostředek veřejné dopravy - sdílené taxi. Vznikl na Filipínách po 2. světové válce.

## Vznik a vývoj
Když americká armáda na konci II. světové války opouštěla jí osvobozené Filipíny, zůstalo zde velké množství vozů jeep značek Willys a Ford, které si armáda nechtěla odvézt. Byly darovány nebo levně prodány Filipíncům. V roce 1953 Leonardo Sarao přišel s nápadem několikanásobně prodloužit zadní část, doplnit pohodlnější lavice a překryt kabiny a vytvořit tak prostředek veřejné dopravy. V roce 1970 Sarao Motors produkovala až 85 % těchto vozů, druhý výrobce byl Francisco Motors, oba z města Las Piñas City na jih od Manily. Poté nastal rozvoj malých výrobců, kteří začali využívat i modernější základy z vozů Isuzu, Suzuky a dalších. Následující 2. generace přidávala do kabiny klimatizaci, avšak motory nadále produkovaly smog. 3. generace začala používat moderní motorové komponenty. Nově jsou vyvíjeny elektro jeepneys. Budoucnost této dopravy je otázkou diskuze.
Sarao jeepney byl v roce 1964 představen ve filipínském pavilonu na Světové výstavě v New Yorku jako symbol Filipín. Vznikla kabelová televize Jeepney TV se základnou v Quezon City, vlastněná a provozovaná operátorem ABS-CBN Corporation.

## Popis
Základem je prodloužení zadní části jeepu. Na bocích jsou průběžné lavice s uličkou uprostřed. Kapacita je až 16 pasažerů. Prostor cestujících je kryt lehkou nástavbou, střecha kryje i prostor řidiče a spolujezdce. Cestující nastupují vzadu do střední uličky, vstup nebývá kryt dveřmi. Taktéž kabina řidiče zachovává koncept jeepu bez dveří. Vozy jsou bohatě malovány a zdobeny, často doplněny chromovanými doplňky.

## Galerie

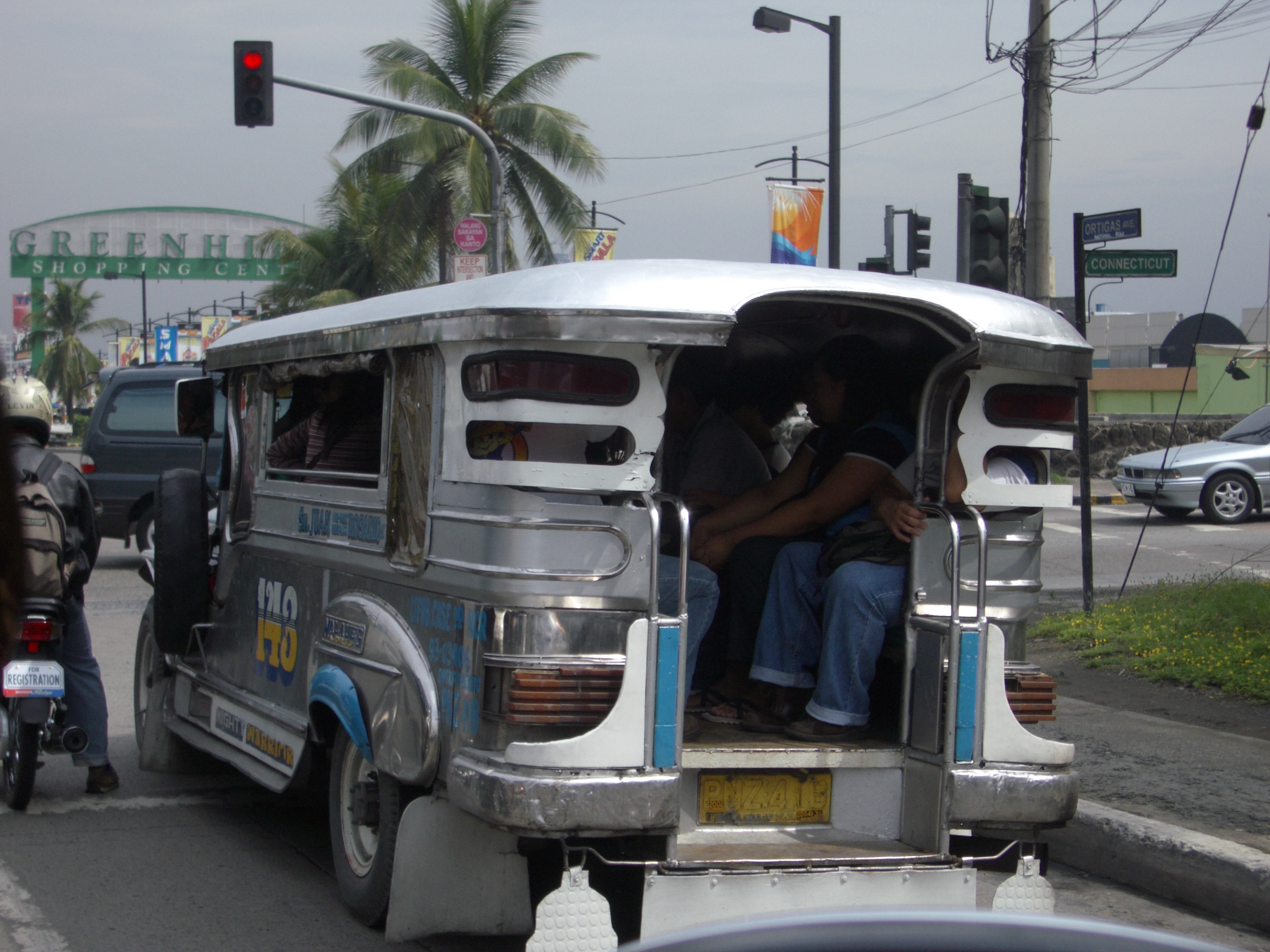
Zadní část jeepney s nástupem cestujících.
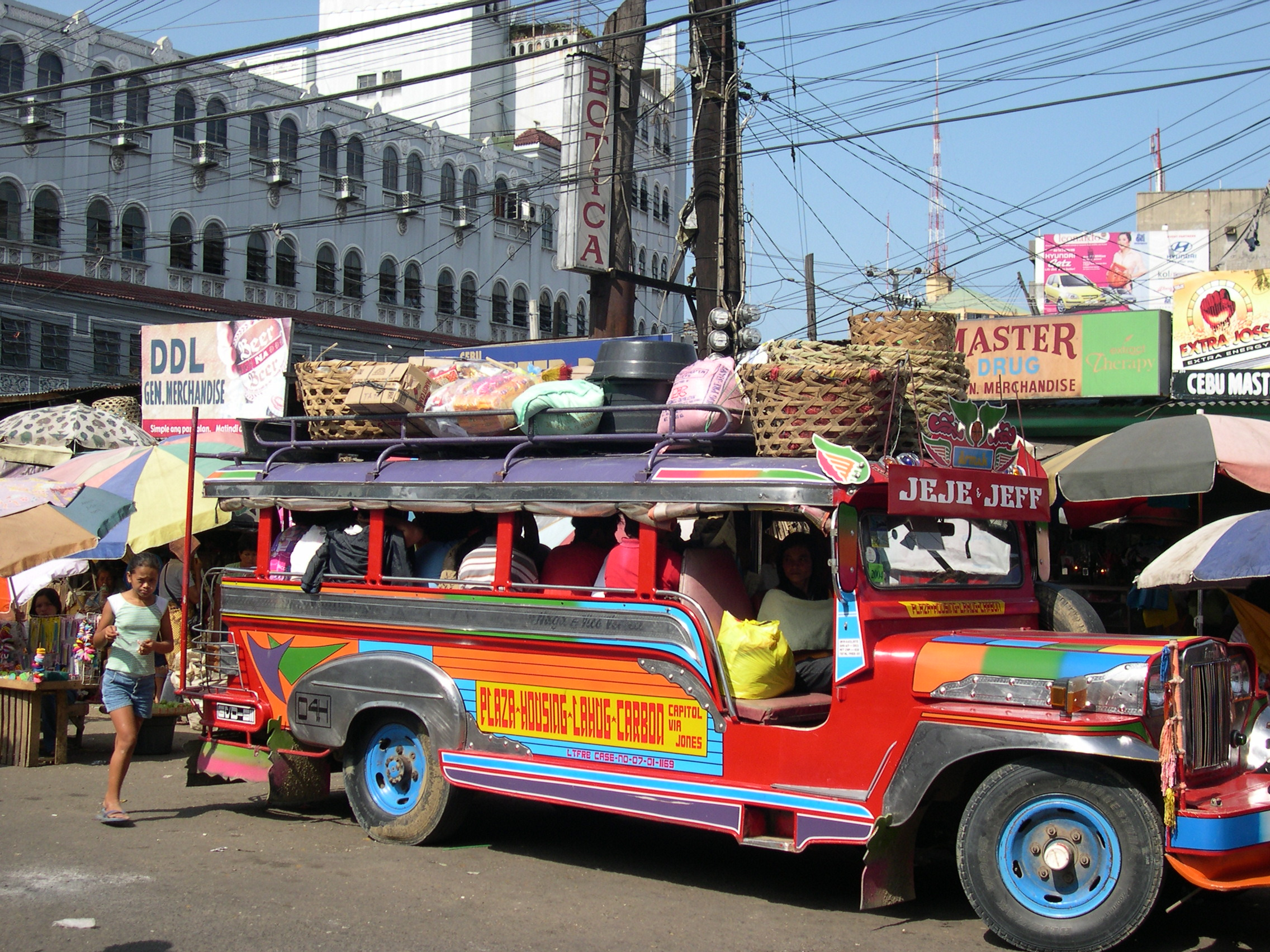
Jeepney odváží nakupující z trhu v Cebu City.
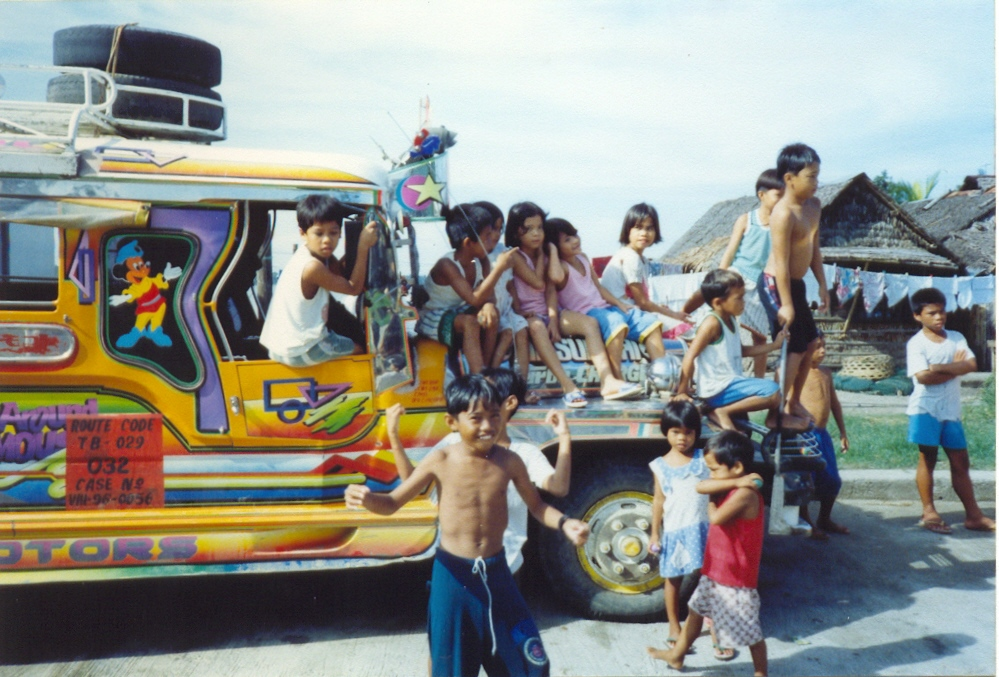
Jeepney s dětmi ve městě Samar.
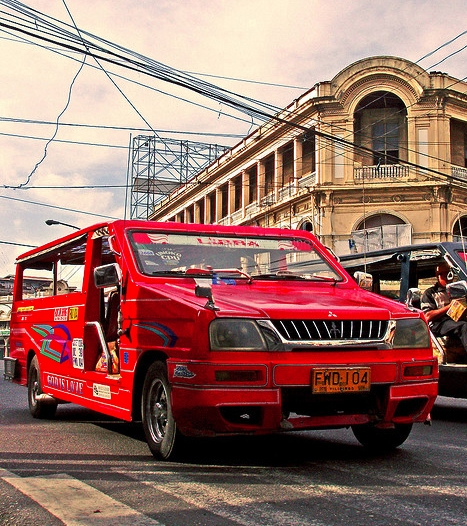
Modernější verze jeepney.